# William Shatner
William "Bill" Shatner (sinh ngày 22 tháng 3 năm 1931) là một diễn viên, ca sĩ, tác giả, nhà sản xuất, đạo diễn, phát ngôn viên, và diễn viên hài người Canada. Ông đã trở thành một biểu tượng văn hóa với vai diễn James T. Kirk, thuyền trưởng tàu USS Enterprise trong phim Star Trek. Ông đã viết một loạt sách ghi lại những kinh nghiệm của mình khi đóng vai thuyền trưởng Kirk và khi là một phần của Star Trek, và đồng tác giả nhiều tiểu thuyết lấy bối cảnh vũ trụ Star Trek. Ông cũng đã viết một loạt các tiểu thuyết khoa học viễn tưởng được gọi là TekWar được chuyển thể cho truyền hình.
Shatner cũng đóng vai trung sĩ cảnh sát kỳ cựu cùng tên trong T. J. Hooker (1982–86). Sau đó, ông làm người dẫn chương trình truyền hình dựa trên thực tế Rescue 911 (1989–96). Chương trình này đã giành giải Sự lựa chọn của Công chúng cho phim truyền hình mới được yêu thích nhất. Ông sau đó đã làm việc với tư cách một nhạc sĩ, tác giả, đạo diễn và người quảng cáo thương hiệu người nổi tiếng. Ông cũng đóng vai luật sư Denny Crane trong các bộ phim truyền hình The Practice (2004) và phim spin-off Boston Legal (2004–8), nhờ đó ông giành một giải Emmy và một giải Quả cầu vàng.